# Leschenaultia nigrisquamis
Leschenaultia nigrisquamis là một loài ruồi trong họ Tachinidae.